# Гиз (језик)
Гиз (староетиопски, етиопски; ግዕዝ [Gəʿəz или такође Giʻiz]), је стари језик из јужносемитске скупине језика којим су некада говорили Аксумити на подручју данашње Еритреје и северне Етиопије, где се налазило древно Краљевство Аксум.
Данас се гиз углавном користи као литургијски језик у Етиопској оријентално-православној цркви, Еритрејској оријентално-православној цркви и Етиопској католичкој цркви. Гиз користе и припадници етиопске јеврејске мањине Бета Исраел (Фалаше), како у Етиопији, тако и у Израелу у који су се масовно исељавали у прошлом веку. Но исто тако као литургијски језик у Етиопској цркви користи се све више амхарски, а у Еритрејској тигриња, али се користе абугидом (слоговно писмо) гиз.